# Gostelja
Gostelja je rijeka u Bosni i Hercegovini, desna pritoka rijeke Oskove. 
Izvore kod mjesta Gojakovići, sjeveroistočno od Kladnja.

## Vanjske poveznice
- EKOLOŠKE KARAKTERISTIKE RIJEKA GOSTELJE, SPREČE I BRKE na bistrobih.ba